# Calle Santa Ana (Oviedo)
La calle Santa Ana es una vía pública de la ciudad española de Oviedo.

## Descripción
La vía, que tomó el nombre de una capilla de la iglesia parroquial de San Tirso, nace de la confluencia de la calle San Antonio con Canóniga, donde conecta con calle Mon, y discurre hasta la plaza de Alfonso II el Casto. Tiene cruce a medio camino con la travesía de Santa Bárbara. Aparece descrita en El libro de Oviedo (1887) de Fermín Canella y Secades con las siguientes palabras:

Santa Ana.—Por su proximidad á la antigua capilla de esta santa que está en la iglesia parroquial de San Tirso. Este sitio y todas las cercanías de la Catedral requieren para su exacto conocimiento un minucioso examen, hecho á la luz de la diplomática pública y particular y asegurada por oportunas escavaciones. Al llegar á este punto se verían las edificaciones anteriores al actual palacio y á la antiquísima casa de Portal que ha desaparecido; casa que unos dicen estaba tras de San Tirso por donde hoy está la capilla de Santa Bárbara en la Catedral y unida con el hoy palacio episcopal. En adiciones al Sumario heráldico de Tirso de Avilés, según el manuscrito de la Biblioteca de la Universidad, se lee la nota siguiente: "Desde las casas del Portal se pasaba á una capilla de Santa Ana que estaba en la iglesia de San Tirso, hecha á cuadro á manera de pirámide, donde tenían sus enterramientos, y aun se echa de ver la puerta en el muro de dicha iglesia, por donde se iba desde las casas á la capilla. Mantiene el barrio el nombre del Portal". En otro manuscrito del Sumario, propiedad del doctor Sr. Díaz Ordóñez, hay esta nota: "Se llamó el barrio de la casa del Portal y últimamente se llamó calle de Santa Ana la que vá por detrás de la iglesia de San Tirso á los Cuatro Cantones"; pero esto debió ser después de las obras y cerramientos de la casa de Velarde y tal vez de renovaciones en la iglesia parroquial. Esta calle padeció mucho cuando el incendio del siglo XVI. Aquí está el Seminario Sacerdotal, casa núm. 8; y en recientes obras para una cañería se descubrieron restos de sepulcros antiguos en la parte próxima a la calle de Mon.—Ent.: Mon.—Conc.: Catedral.
(Canella y Secades, 1887, pp. 122-123)